# Glynnis O'Connor
Glynnis Mary O'Connor (New Rochelle, 19 de noviembre de 1956) es una actriz estadounidense. Durante los años 1970 protagonizó papeles adolescentes junto a Robby Benson, como el drama Ode to Billy Joe.

## Biografía
Nació en New Rochelle (Nueva York) y es hija de la actriz Lenka Peterson y el productor de cine Daniel O'Connor. Está casada desde 1985 con Douglas Stern, un oriundo de la Ciudad de Nueva York y tienen dos hijas juntos: Lindsay (1990) y Hana.
En 1973, cantó la canción de título para la película Jeremy en qué ella también coprotagonizado con Robby Benson. Encima enero 8, 1974, protagonice en el CBS producción de Teatro de Misterio Radiofónica de "Anillo de Rosas" y entonces co-protagonizados con John Travolta en el 1976 hecho-para-película televisiva El Chico en la Burbuja Plástica. Aquel año mismo retrate el carácter Bobbie Lee Hartley, co-protagonizando una vez más con Robby Benson, en la Oda de película a Billy Joe, un idilio trágico producido y dirigido por Max Baer Jr.
En 1984, protagonizó a Leola Mae Harmon en el drama biográfico para película de televisión Por qué Me?, le siguió una enfermera de la Fuerza Aérea de los Estados Unidos en Harmon Trauma, una serie de cirugías de reconstrucción facial, que sufrió un accidente automovilístico horroroso. También participó en la comedia de 1984 Johnny Peligrosamente. En 1986, O'Connor actuó en la NBC, película de televisión, El Desconocido Deliberado.
Interpretó el papel de la abogada de defensa Anne Paulsen, en cinco episodios de 1998 a 2004, en la serie de televisión la Orden de Ley. En 2007 apareció en el largometraje independiente P.J., dirigido por Russ Emanuel.

## Filmografía

### Cine
| Año  | Título                 | Papel               | Notas |
| ---- | ---------------------- | ------------------- | ----- |
| 1973 | Jeremy                 | Susan Rollins       |       |
| 1976 | Baby Blue Marine       | Rose                |       |
| 1976 | Oda a Billy Joe        | Bobbie Lee Hartley  |       |
| 1977 | Vengeance              | Lisa Thurston       |       |
| 1978 | Getting It Over With   | Ruthie              | Corto |
| 1979 | California Dreaming    | Corky               |       |
| 1980 | Those Lips, Those Eyes | Ramona              |       |
| 1981 | The White Lions        | Jeannie McBride     |       |
| 1982 | Fuga de noche          | Petra Wetzel        |       |
| 1982 | Melanie                | Melanie             |       |
| 1984 | Johnny Dangerously     | Sally               |       |
| 2002 | New Best Friend        | Connie Campbell     |       |
| 2007 | Graduation             | Mary                |       |
| 2008 | P.J.                   | Evelyn              |       |
| 2012 | The Trouble with Cali  | Avie Bluejones      |       |
| 2012 | Album                  | Adulto Trish        | Corto |
| 2014 | The Historian          | Dean Jan Messer     |       |
| 2015 | Angelica               | Constance más vieja |       |
| 2018 | Diane                  | Dottie              |       |

### Televisión
| Año       | Título                                                       | Papel                    | Notas                       |
| --------- | ------------------------------------------------------------ | ------------------------ | --------------------------- |
| 1973      | Cuando las Vueltas Mundiales                                 | Alborea "Dee" Stewart    | Serie de televisión         |
| 1974      | El amor No Es Para siempre                                   | Anita                    | Película de televisión      |
| 1974      | Idea                                                         | Laura                    | "Resuscitation"             |
| 1974      | Hijos e Hijas                                                | Anita Cramer             | Función principal           |
| 1975      | Todo Junto Ahora                                             | Carol Lindsay            | Película de televisión      |
| 1975      | Alguien Toqué                                                | Carrie                   | Película de televisión      |
| 1975      | El RookiesThe Rookies                                        | Ellen                    | "Cliffy"                    |
| 1976      | Harry O                                                      | Gayle                    | "Mister Cinco y Dime"       |
| 1976      | El Chico en la Burbuja PlásticaThe Boy in the Plastic Bubble | Gina Biggs               | Película de televisión      |
| 1977      | Idea                                                         | Laura                    | " Es Esperando a Nosotros"  |
| 1977      | Nuestra Ciudad                                               | Emily Webb               | Película de televisión      |
| 1977      | Rosetti Y Ryan                                               | Angel                    | "Bedeviled Angel"           |
| 1978      | Belleza negra                                                | Phyllis Carpintero       | Miniserie de televisión     |
| 1978      | Poco Mo                                                      | Maureen Connolly         | Película de televisión      |
| 1979      | El ChisholmsThe Chisholms                                    | Elizabeth Chisholm       | Miniserie de televisión     |
| 1980      | Mi Secuestrador, Mi Amor                                     | Geegee                   | Película de televisión      |
| 1983      | El LuchadorThe Fighter                                       | Rindy Bancos             | Película de televisión      |
| 1984      | Por qué Me?                                                  | Leola Mae Harmon         | Película de televisión      |
| 1984      | El amor Dirige la Manera: Una Historia Cierta                | Lois                     | Película de televisión      |
| 1985      | Pecados del Padre                                            | Kevan Harris             | Película de televisión      |
| 1986      | El Desconocido DeliberadoThe Deliberate Stranger             | Cas Richter              | Película de televisión      |
| 1986      | La Zona CrepuscularThe Twilight Zone                         | Dorothy Livingston       | "El Storyteller"            |
| 1987      | Una Conspiración de AmorA Conspiracy of Love                 | Marcia Woldarski         | Película de televisión      |
| 1988      | Para Curarse una Nación                                      | Becky Scruggs            | Película de televisión      |
| 1988      | Demasiado Bueno de Ser Cierto                                | Ruth Berent              | Película de televisión      |
| 1988      | Historia policial: Cop Asesino                               | Lynn Lewis               | Película de televisión      |
| 1990      | Kojak: Flores para Matty                                     | Molly Fitzimons          | Película de televisión      |
| 1992      | Pesadilla en Luz del día                                     | Sloan Evans              | Película de televisión      |
| 1992-93   | Dudas razonables                                             | Jo                       | Recurring Función           |
| 1993-94   | Cuando las Vueltas Mundiales                                 | Margo Hughes             | Serie de televisión         |
| 1995      | Muerte en Dosis Pequeñas                                     | Nancy Lyon               | Película de televisión      |
| 1995      | Pasado el Bleachers                                          | Harper Parroquia         | Película de televisión      |
| 1996      | Verano de Miedo                                              | 'Gato' Marshall          | Película de televisión      |
| 1997      | Ellen Adoptiva                                               | Charlotte Nelson Hammond | Película de televisión      |
| 1998      | Santo Quizás                                                 | Claudia Bedloe           | Película de televisión      |
| 1998-2004 | Orden & de ley                                               | Anne Paulsen             | Recurring Función           |
| 2000      | Young americanos                                             | Donna Bancos             | "Will Bella Scout Su Mamá?" |
| 2003      | Orden & de ley: Unidad de Víctimas Especiales                | Raquel Kurtz             | "Averiado"                  |
| 2006      | Orden & de ley: Criminal Intent                              | Rev. Poole               | "Encima Fuego"              |
| 2012      | Detrás de la 8 Pelota                                        | Huésped                  | "Matty"                     |